# NGC 7726
NGC 7726 é uma galáxia lenticular (S0) localizada na direcção da constelação de Pegasus. Possui uma declinação de +27° 06' 54" e uma ascensão recta de 23 horas, 39 minutos e 11,9 segundos.
A galáxia NGC 7726 foi descoberta em 8 de Agosto de 1886 por Lewis A. Swift.